# Paratrombium
Paratrombium – rodzaj roztoczy z kohorty Trombidiformes i rodziny lądzieniowatych.
Rodzaj ten został opisany w 1910 roku przez L. Bruyanta.
Larwy mają nogogłaszczki z rozdwojonymi, silnie zakrzywionymi ku stopom pazurkami i bez szczecinek na kolanach. Ostrza ich szczękoczułek są proste i długie. Mają mniej niż 30 szczecin grzbietowych i mniej niż 20 brzusznych na hysterosomie. Na tarczce prodorsalnej znajdują się 3 pary szczecinek i 1 para szczecin zmysłowych. Proksymalna szczecinka na biodrach odnóży pierwszej pary jest zmodyfikowana w grzebieniastą, szeroką strukturę.
W Europie stwierdzono 12 gatunków.
Należą tu gatunki:
- Paratrombium album (Womersley, 1934)
- Paratrombium anemone Southcott, 1997
- Paratrombium augustae (Hirst, 1928)
- Paratrombium australe Southcott, 1997
- Paratrombium bidactylus Newell, 1958
- Paratrombium crassum (Hirst, 1928)
- Paratrombium curculionis Southcott, 1997
- Paratrombium divisipili (Feider, 1950)
- Paratrombium egregium Bruyant, 1910
- Paratrombium farnazeae Noei, Saboori et Hajizadeh, 2015[5]
- Paratrombium insulare (Berlese, 1910)
- Paratrombium klugkisti (Oudemans, 1917)
- Paratrombium lindsayi Southcott, 1997
- Paratrombium longipedes Robaux, 1969
- Paratrombium massoudi Robaux, 1967
- Paratrombium megalochirum (Berlese, 1910)
- Paratrombium meruense (Trägĺrdh, 1908)
- Paratrombium montivagum (Hirst, 1928)
- Paratrombium nobile (Hirst, 1928)
- Paratrombium nynganense (Hirst, 1928)
- Paratrombium purpureum (C.L.Koch, 1837)
- Paratrombium quadrimaculatum (Berlese, 1912)
- Paratrombium quadriseta Newell, 1958
- Paratrombium rainbowi (Hirst, 1928)
- Paratrombium rubropurpureum (Oudemans, 1914)
- Paratrombium setosulum (Berlese, 1885)
- Paratrombium sericatum (Rainbow, 1906)
- Paratrombium splendidum (Hirst, 1928)
- Paratrombium taylori (Hirst, 1928)
- Paratrombium torridum (Hirst, 1928)
- Paratrombium ventricosum (Hirst, 1928)
- Paratrombium welbourni Goldarazena-Lafuente et Zhang, 1997